# Annie Baker
Annie Baker (Boston, aprile 1981) è una drammaturga e regista statunitense.

## Biografia
Ha studiato alla Tisch School of the Arts e al Brooklyn College di New York.
La sua prima opera teatrale, Body Awareness, è stata prodotta dall'Atlantic Theater Company ed è andata in scena per la prima volta nell'aprile del 2008 nell'Off Broadway. A Body Awareness sono seguiti i drammi Circle Mirror Transformation (ottobre 2009) e The Aliens (aprile 2010); tutti e tre le opere teatrali hanno vinto l'Obie Award, uno dei più importanti riconoscimenti teatrali dell'Off Broadway. Nel 2012 ha curato un nuovo, acclamato adattamento dello Zio Vanja di Anton Čechov.
Nel 2014 ha vinto il prestigioso Premio Pulitzer per la drammaturgia per The Flick, debuttato nell'Off Broadway nel 2013, e anch'esso vincitore di un Obie Award. Nel 2017 vince il MacArthur Fellows Program. Dopo il successo di critica e pubblico di The Flik ha scritto altri tre drammi: John, The Antipodes e Infinite Life. Nel 2019 ha cominciato a mettersi alla prova come regista, co-dirigendo insieme a Chloe Lamford la prima londinese di The Antipodes al National Theatre. Nel 2023 ha esordito al cinema come regista e sceneggiatrice di Janet Planet.

## Teatro
- Body Awareness, 2008
- Circle Mirror Transformation, 2009
- The Aliens, 2010
- Nocturama, 2010
- Zio Vanya, adattamento, 2012
- The Flick, 2013
- John, 2015
- The Antipodes, 2017
- Infinite Life, 2023

## Filmografia

### Regista
- Janet Planet (2023)

### Sceneggiatrice
- Janet Planet, regia di Annie Baker (2023)